# Radio 3 (ORB)
Radio 3 war ein gemeinsames Kulturprogramm vom Norddeutschen Rundfunk (NDR) mit dem Sender Freies Berlin (SFB) und dem Ostdeutschen Rundfunk Brandenburg (ORB). Radio 3 ging am 8. Oktober 1997 auf Sendung. Es war ein Zusammenschluss der Programme von NDR 3 und SFB 3 und wurde vom ORB mitbetreut.
Nach dem Ausscheiden des SFB führten NDR und ORB seit dem 1. Januar 2001 Radio 3 fort. Als sich jedoch der Zusammenschluss von ORB und SFB zum Rundfunk Berlin-Brandenburg (RBB) abzeichnete, stieg der NDR am 1. Januar 2003 aus der Zusammenarbeit aus und sendete mit NDR Kultur wieder ein eigenes Kulturprogramm. Der ORB (nach der Fusion als RBB) führte Radio 3 noch elf Monate lang alleine weiter, übernahm darin aber stundenweise das Programm von NDR Kultur. Am 1. Dezember 2003 fusionierte Radio 3 mit Radio Kultur zum neuen Programm Kulturradio.
Zum 2. April 2024 benannte der Rundfunk Berlin-Brandenburg seine bisherige Kulturwelle rbbKultur in Radio 3 um.